# فيفانتس

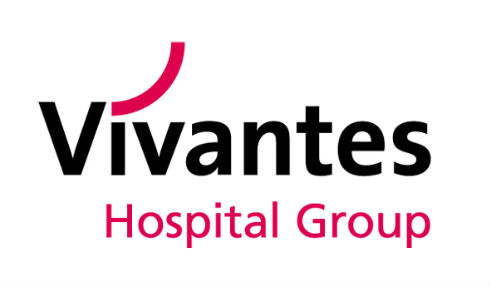
شعار فيفانتس

## مقدمة عن مؤسسة ومستشفيات فيفانتس الطبية العالمية
فيفانتس هي أضخم مجمع إقليمي للمستشفيات والمصحات والمستوصفات في ألمانيا-برلين. تشتمل هذه الشبكة على 9 مستشفيات بسعة إجمالية تبلغ 5000 سرير وعلى 12 مسكناً لكبار السن وعلى أقسام تختص بإعادة التأهيل في عيادات خارجية. ويعمل لديها نحو 15000 موظف بينهم 1500 طبيب مختص، كما إنها تعالج أكثر من ثلث العدد الإجمالي للمرضى في برلين (أكثر من 650 ألف مريض في السنة) وذلك في ما يقارب 100 قسم ومركز طبي وبدخل سنوي يقارب 1,2 مليار يورو. 

## مراكز وتخصصات طبية
تقدم مؤسسة ومستشفيات فيفانتس علاجاً طبياً ممتازاً ورعاية طبية عالية الجودة وتختار البروفيسور المناسب من بين الأطباء المتخصصين في التخصصات والمراكز الطبية التالية:
- مركز جراحة الأعصاب وسرطان الدماغ.
- مركز جراحة التقويمية والتجميلية.
- مركز جراحة العظام (اليد، الحوض والقدم)
- مراكز أمراض وجراحة الثدي (سرطان الثدي)
- مركز أمراض وجراحة العمود الفقري
- مركز جراحة الغدد (الجراحة الدقيقة)
- مركز جراحة الأوعية الدموية والقفص الصدري
- مركز جراحة الطوارئ وطب الحوادث
- مركز أمراض وجراحة السرطانات وعلاج الأورام
- مركز طب وجراحة العيون (زراعة القرنية والليزر)
- مركز جراحة الأطفال وحديثي الولادة (العيوب الخلقية)
- مركز جراحة الكبد والبنكرياس والغدد الصماء
- مركز إنقاص الأوزان (جراحة الأمعاء)
- مركز أمراض وجراحة المسالك البولية
- مركز طب الأنف، الأذن، الحنجرة وجراحة الرأس (زراعة القوقعة)
- مركز أمراض القلب والعناية المركزة
- مركز أمراض وجراحة الكلى
- مركز أمراض الرئة والالتهابات
- مركز أمراض الجهاز الهضمي وأورام المعدة
- مركز طب أمراض الأوعية الدموية وأمراض تخثر الدم
- مركز أمراض السكر من النوع الأول والثاني
- مركز أمراض السكر عند الحمل وسكر الأطفال
- مركز جراحة البطن (المنظار)
- مركز الأمراض الجلدية والحساسية
- مركز الأمراض النسائية والتوليد وأمراض الرحم
- مركز أبحاث أمراض الخلايا (الباثولوجيا)
- مركز الأمراض العقلية والعلاج النفسي والأمراض النفسية الجسمية عند الأطفال والناشئين (التوحد)
- مركز معالجة أمراض الالتهابات والإيدز
- مركز إعادة تأهيل المرضى بعد العلاج
- معهد علم الأشعة، الطب النووي والعلاج بالأشعة

## تفاصيل الخدمات التي تقدمها فيفانتس بصفة منتظمة ومتنوعة
- فريق عمل فيفانتس يحدث العديد من اللغات من بينها العربية والإنكليزية والفرنسية والروسية، وذلك من أجل تسهيل أمور المرضى.
- التقويم الطبي للكشوفات والإفادات الصحية التي يقدمها المرضى.
- اطلاع المريض مسبقاً (خلال 23 ساعة) على تكاليف العلاج المتوقعة وبالذات عقود المعالجة.
- استخدام أحدث مناهج التشخيص الطبي والمعالجة، ثم رعاية المرضى ومرافقيهم بعدة لغات (العربية، الإنكليزية، الفرنسية والروسية).
- التوسط لتوفير خدمات إضافية، كالنقاهة المكثفة أو المركزة وإعداد حساب التكاليف (الفاتورة) بمنتهى الدقة والوضوع ووفقاً للخدمات التي تمت.
- التشخيص والمعالجة على أيدي رؤساء أطباء مرموقين وأشهر الأساتذة الجامعيين من برلين.
- تسهيل الحصول على سمات (فيزا) الدخول للمرضى ومرافقيهم.
- حجز الفنادق والشقق المفروشة المناسبة للمرضى والمرافقين، وكذلك خدمات واستعدادات خاصة لكبار الشخصيات كالرؤساء والوزراء وغيرهم. وتسعى فيفانتس دوماً إلى تلبية كافة الرغبات بقدر الإمكان.

## كفاءة دولية
نفذت فيفانتس الكثير من المشاريع الدولية في القطاع الحكومي والخاص (المملكة العربية السعودية، ليبيا، دولة قطر، الإمارات العربية المتحدة، أذربيجان وروسيا)، إذ تقوم بوضع الفكرة التجارية للمستشفى والمخصصات الهندسية وكذلك الإشراف على التجهيزات التقنية واحتساب الطاقة التوظيفية. وتأتي بعد هذه المرحلة مرحلة التزيد الطبي المشترك تحت إدارة وإشراف ودعم أطباء ومدراء ألمان ترسلهم فيفانتس إلى مكان المشروع. وقد نجحت فيفانتس بعقد عدة اتفاقيات مع دوائر الصحة الحكومية والخاصة من مختلف الدول العربية في مجال تبادل الخبرات وتعليم الأطباء والممرضين وإدارة المستشفيات وعلاج المرضى في مستشفيات فيفانتس.